# NGC 533
NGC 533 é uma galáxia elíptica (E3) localizada na direcção da constelação de Cetus. Possui uma declinação de +01° 45' 33" e uma ascensão recta de 1 horas, 25 minutos e 31,4 segundos.
A galáxia NGC 533 foi descoberta em 8 de Outubro de 1785 por William Herschel.